# سوءتغذیه

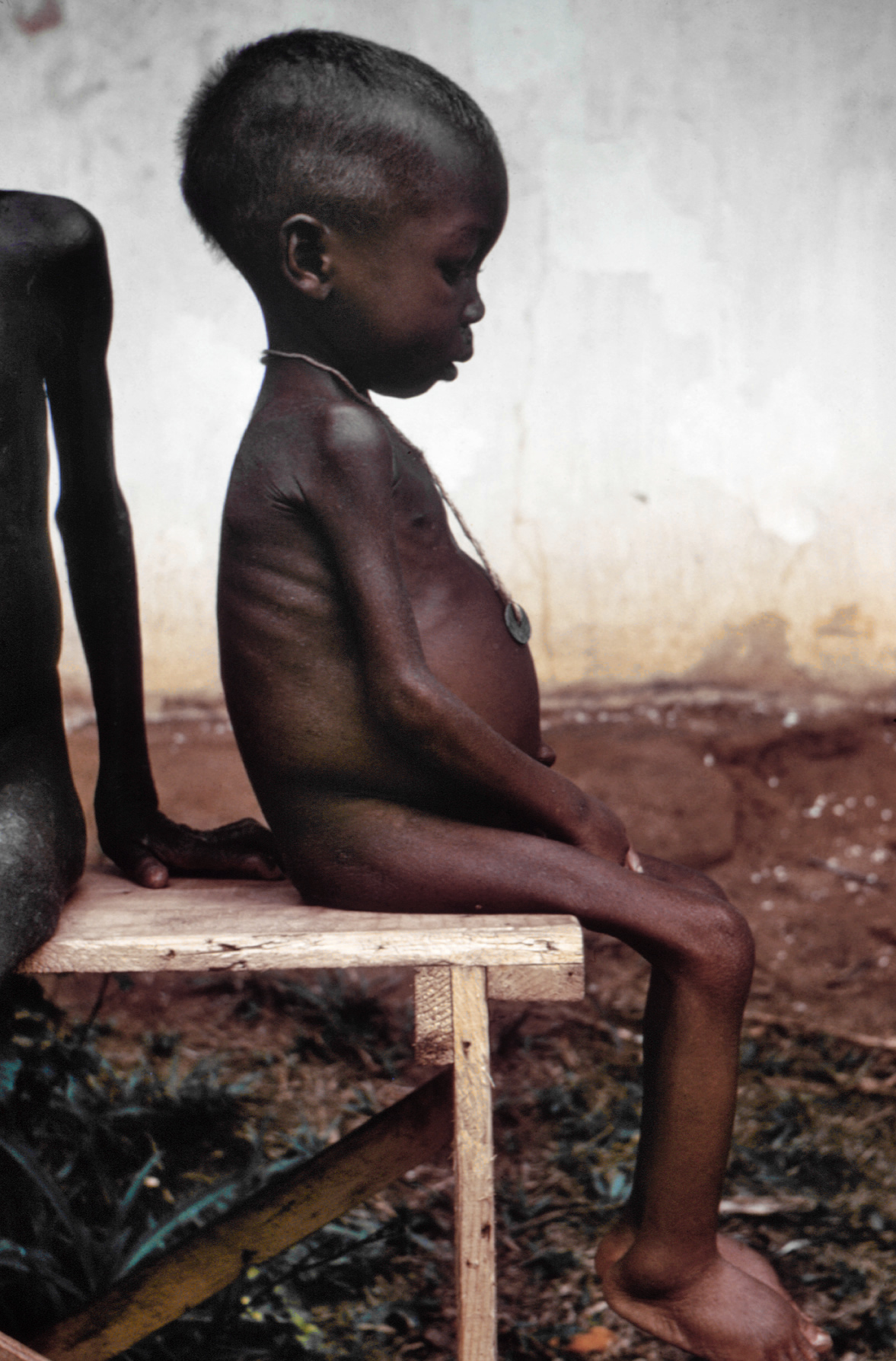
کودکی مبتلا به کواشیورکور در نیجریه.

سوءتغذیه نوعی بیماری به‌شمار می‌آید که به علت مصرف ناکافی یا بیش از اندازهً یک یا چند مادهٔ غذایی بروز می‌کند.
در بسیاری از کشورهای در حال توسعه یکی از بزرگ‌ترین مشکلات مربوط به تغذیه قحطی و کمبود مواد غذایی لازم برای سوخت‌وساز بدن است. با این وجود، سوءتغذیه در همهٔ کشورهای جهان با نمودهای گوناگون چون چاقی، بدخوری یا کم‌خوری دیده می‌شود.
بر پایه آمار سازمان بهداشت جهانی، سوءتغذیه بزرگ‌ترین عامل مرگ‌ومیر کودکان است
کمبود غذا غالباً به دلیل کمبود غذای با کیفیت بالا است که برای خوردن در دسترس است. این اغلب مربوط به قیمت بالای غذا و فقر است. کمبود شیردهی ممکن است منجر به سوءتغذیه شود. بیماری‌های عفونی مانند ورم معده و روده، ذات الریه، مالاریا و سرخک که نیازهای غذایی را افزایش می‌دهند نیز می‌توانند باعث سوءتغذیه شوند. سوءتغذیه دو نوع اصلی دارد: سوءتغذیه با انرژی پروتئین و کمبود رژیم. سوءتغذیه با پروتئین دارای دو شکل شدید است: کواشیورکور (کمبود پروتئین) و ماراسموس (کمبود پروتئین و کالری). کمبود مواد مغذی رایج شامل کمبود آهن، ید و ویتامین A است. کمبودها ممکن است در دوران بارداری شایع شود، به دلیل افزایش نیاز بدن به مواد مغذی. در بعضی از کشورهای در حال توسعه، تغذیه بیش از حد به شکل چاقی در همان جوامع شروع به کمبود تغذیه می‌کند. این به این دلیل است که غذایی که اغلب در دسترس است سالم نیست. از دیگر دلایل سوءتغذیه می‌توان به بی‌اشتهایی عصبی و جراحی چاقی اشاره کرد.
تلاش برای بهبود تغذیه از مؤثرترین اشکال کمک توسعه است. تغذیه با شیر مادر می‌تواند میزان سوءتغذیه و مرگ در کودکان را کاهش دهد و برخی تلاش‌ها برای ترویج این عمل موفقیت‌آمیز بوده‌است. در کودکان خردسال، تأمین غذا (علاوه بر شیر مادر) بین شش ماه تا دو سال نتایج را بهبود می‌بخشد. همچنین شواهد خوبی در مورد مکمل تعدادی از ریز مغذی‌ها به زنان در دوران بارداری و کودکان خردسال در کشورهای در حال توسعه وجود دارد. تحویل غذا و تأمین پول به سازمان‌هایی که این کار را انجام می‌دهند می‌تواند به کسانی که بیشترین نیاز را دارند غذا برسد. برخی از استراتژی‌ها به مردم کمک می‌کند تا از بازارهای محلی غذا خریداری کنند. صرف تغذیه دانش آموزان در مدرسه کافی نیست. مدیریت سوءتغذیه شدید در خانه شخص با غذاهای درمانی آماده برای استفاده در بیشتر اوقات امکان‌پذیر است. در کسانی که دچار سوءتغذیه شدید هستند و به دلیل سایر مشکلات سلامتی پیچیده‌است، درمان در محیط بیمارستان توصیه می‌شود. این اغلب شامل کنترل سطح پایین قند خون و دمای بدن، رفع کم‌آبی و تغذیه تدریجی است. آنتی‌بیوتیک‌های معمول معمولاً به دلیل خطر بالای عفونت توصیه می‌شوند. اقدامات طولانی مدت عبارتند از: بهبود شیوه‌های کشاورزی، کاهش فقر و بهبود شرایط بهداشتی. برای کسب اطلاعات در مورد استراتژی‌های مختلف برای پایان دادن به سوءتغذیه، هدف توسعه پایدار گرسنگی صفر را مرور کنید.
در سال ۲۰۱۸، ۸۲۱ میلیون نفر دارای کمبود تغذیه در جهان بودند (۱۰٫۸٪ از کل جمعیت). این یک پیشرفت نسبت به سال ۱۹۹۰ است، زمانی که ۱۷۶ میلیون نفر (۲۳٪ از کل جهان) دچار فقر تغذیه بودند. با این حال، از سال ۲۰۱۵ که حدود ۷۹۵ میلیون نفر، یا ۱۰٫۶٪، دچار سوءتغذیه بودند، گرسنگی افزایش یافته‌است. در سال ۲۰۱۲ تخمین زده شد که یک میلیارد نفر دیگر کمبود ویتامین و مواد معدنی دارند. در سال ۲۰۱۵، سوءتغذیه با انرژی پروتئین منجر به مرگ ۳۲۳۰۰۰ نفر - در مقایسه با ۵۱۰٬۰۰۰ مرگ در سال ۱۹۹۰ تخمین زده شد. سایر کمبودهای تغذیه‌ای، که شامل کمبود ید و کم خونی فقر آهن است، منجر به ۸۳۰۰۰ مرگ دیگر شد. در سال ۲۰۱۰، سوءتغذیه علت ۱٫۴٪ کل سالهای زندگی تنظیم شده برای معلولیت بود. اعتقاد بر این است که حدود یک سوم مرگ و میر در کودکان به دلیل سوءتغذیه است، اگرچه مرگ به ندرت به این شکل برچسب زده می‌شود. در سال ۲۰۱۰، تخمین زده شد که در حدود ۱٫۵ میلیون مرگ در زنان و کودکان نقش داشته باشد، اگرچه برخی تخمین می‌زنند که این تعداد ممکن است بیش از ۳ میلیون نفر باشد. ۱۶۵ میلیون کودک دیگر نیز در اثر سوءتغذیه در سال ۲۰۱۳ رشد کوتاهی داشتند. سوءتغذیه بیشتر در کشورهای در حال توسعه مشاهده می‌شود. در گروه‌های خاصی میزان سوءتغذیه بالاتر است، از جمله زنان - به ویژه در دوران بارداری یا شیردهی - کودکان زیر پنج سال و افراد مسن. در افراد مسن، سوءتغذیه بیشتر به دلیل عوامل جسمی، روانی و اجتماعی است، نه کمبود غذا.
سوءتغذیه به عنوان یکی از اهداف توسعه پایدار (SDG) ذکر شده‌است. به عنوان هدف توسعه پایدار ۲ دسته‌بندی می‌شود، همراه با تغذیه، رشد کوتاه مدت کودک. طبق برنامه جهانی غذا (WFP) 135 میلیون نفر از گرسنگی حاد رنج می‌برند، بیشتر به دلیل درگیری‌های ناشی از انسان، تغییرات آب و هوا و چرخش‌های اقتصادی. Covid-19 اکنون می‌تواند تعداد را دو برابر کند، در نتیجه ۱۳۰ میلیون نفر در معرض خطر هستند از گرسنگی حاد تا پایان سال ۲۰۲۰ رنج می‌برند.

## علل سوءتغذیه
از مهم‌ترین دلایل سوءتغذیه در جهان می‌توان کمبود مواد غذایی و کیفیت نامناسب آن‌ها را نام برد. قحطی‌ها، کمبود آب و خشکی، جنگ‌ها و آفات محصولات کشاورزی موجب تشدید این دو مورد می‌شوند. افزایش جمعیت، گسترش بیابان‌ها، فقر و رژیم غذایی نادرست به علت نبود اطلاعات و دانش کافی نیز نقش ایفا می‌کنند.
باید توجه داشت که خود سوءتغذیه موجب بروز بیماری‌ها و اختلالاتی در سیستم ایمنی و گوارش بدن می‌شود که جذب برخی از مواد غذایی لازم برای متابولیسم بدن را دچار مشکل می‌کند.
از طرفی دیگر، پرخوری، بدخوری و حتی رژیم‌های سخت لاغری می‌توانند موجب سوءتغذیه شوند.

## تأثیرات سوءتغذیه

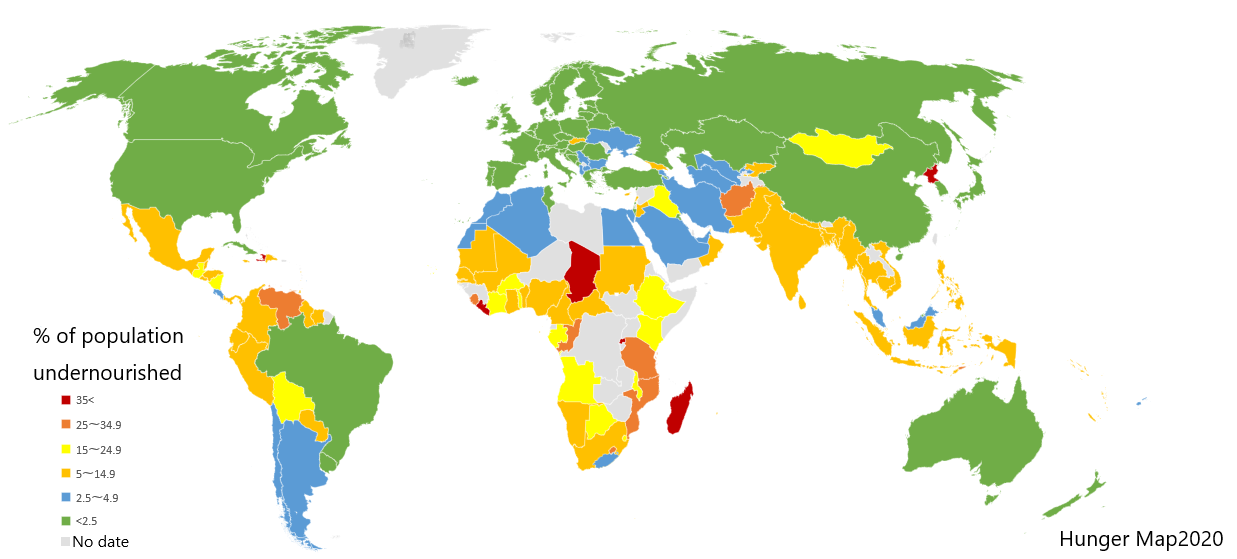
درصد جمعیت دچار گرسنگی و قحطی‌زدگی در جهان در سال ۲۰۲۰

در کشورهای در حال توسعه، سوءتغذیه موجب بیماری‌هایی چون آنمی، کواشیورکور، راشیتیسم، یا کوری (به علت کمبود ویتامین آ) می‌شود. طبق آمار سال ۲۰۰۴ یونیسف، کمبود آهن در نوزادان بین ۶ تا ۲۴ ماه ۴۰ تا ۶۰٪، و کمبود ید ۱۰ تا ۱۵٪ بر رشد مغز و هوش تأثیر می‌گذارد. به علاوه، کمبود آهن و ید موجب به دنیا آمدن سالانهٔ ۱۸ میلیون نوزاد دچار عقب‌ماندگی ذهنی شده، و کمبود ویتامین آ مرگ سالانهٔ یک میلیون کودک را به همراه دارد.
در دهه ۱۳۸۰ خورشیدی، آمار مرگ‌ومیر به علت گرسنگی به صورت زیر می‌باشد:
- هر ثانیه یک نفر از گرسنگی جان می‌سپارد (۳۶ میلیون نفر در سال).
- هر پنج ثانیه یک کودک از گرسنگی جان می‌سپارد (۶ میلیون کودک در سال).[۱۴]

طبق سازمان بهداشت جهانی، گرسنگی مهم‌ترین تهدید برای بهداشت عمومی جهانی است. بر اساس آمار سازمان ملل، سوءتغذیه عامل مرگ ۵۸٪ از کل مرگ‌ومیر در سال ۲۰۰۶ بوده‌است.
به‌طور کلی، ۸۰۰ میلیون نفر در جهان دچار قحطی‌زدگی، و ۳۰۰ میلیون نفر دچار چاقی هستند. مبارزه با سوءتغذیه هم‌اکنون یکی از ۸ هدف توسعه هزارهٔ سازمان ملل است که به نصف شدن تعداد افراد مبتلا به سوءتغذیه تا سال ۲۰۱۵ مربوط می‌شود.